# 茨城県立小瀬高等学校
茨城県立小瀬高等学校（いばらきけんりつ おせこうとうがっこう）は、茨城県常陸大宮市上小瀬に所在する公立の高等学校。
2003年から茨城県で初の公立中高一貫校として、学校が所在する常陸大宮市にある常陸大宮市立明峰中学校と、連携型中高一貫教育を行なっている。

## 設置学科
- 全日制課程
  - 普通科
    - 単位制・連携型中高一貫校

## 沿革
- 1899年 - 小瀬村立小瀬農業補習学校開校
- 1907年 - 小瀬村立小瀬農学校
- 1920年 - 茨城県小瀬農学校
- 1942年 - 茨城県立小瀬農学校
- 1948年 - 茨城県立小瀬高等学校
- 2003年 - 市内の3中学校（美和・緒川・御前山、後に美和と緒川が統合し明峰に、さらに御前山が明峰に統合）と連携型中高一貫教育を開始

## 連携校
- 常陸大宮市立明峰中学校